# (35069) 1989 SH4
(35069) 1989 SH4 es un asteroide perteneciente al cinturón de asteroides descubierto el 26 de septiembre de 1989 por Eric Walter Elst desde el Observatorio de La Silla, Chile.

## Designación y nombre
Designado provisionalmente como 1989 SH4.

## Características orbitales
1989 SH4 está situado a una distancia media del Sol de 2,381 ua, pudiendo alejarse hasta 2,762 ua y acercarse hasta 2,001 ua. Su excentricidad es 0,159 y la inclinación orbital 4,363 grados. Emplea 1342,51 días en completar una órbita alrededor del Sol.

## Características físicas
La magnitud absoluta de 1989 SH4 es 15,2. Tiene 2,679 km de diámetro y su albedo se estima en 0,241. 